# Villafranca de los Barros (kommunhuvudort)
Villafranca de los Barros är en kommunhuvudort i Spanien.   Den ligger i provinsen Provincia de Badajoz och regionen Extremadura, i den sydvästra delen av landet, 300 km sydväst om huvudstaden Madrid. Villafranca de los Barros ligger 422 meter över havet och antalet invånare är 13 356.
Terrängen runt Villafranca de los Barros är platt, och sluttar norrut. Runt Villafranca de los Barros är det glesbefolkat, med 16 invånare per kvadratkilometer. Närmaste större samhälle är Almendralejo, 14,8 km norr om Villafranca de los Barros. Trakten runt Villafranca de los Barros består i huvudsak av gräsmarker.